# Ranong (Provinz)
Ranong (Thai: ระนอง, Aussprache: [ráʔnɔːŋ]) ist eine Provinz (Changwat) in der Südregion von Thailand.
Die Hauptstadt der Provinz heißt ebenfalls Ranong.

## Geographie
Ranong ist die erste südliche Provinz an der Westküste und 568 km von Bangkok entfernt und liegt am Isthmus von Kra. Hier ist die schmalste Stelle zwischen der Andamanensee und dem Golf von Thailand, die von einem Kanal zwischen dem Golf von Thailand und der Andamanensee durchquert werden soll – entsprechende Gedanken gibt es seit mehr als 150 Jahren. Ranong wird von ausländischen Touristen oft mit Rayong an der Ostküste des Golfs verwechselt, die jedoch eine ganz andere Topographie und Charakteristik aufweist.
| Angrenzende Provinzen und Gebiete: | Angrenzende Provinzen und Gebiete:          |
| ---------------------------------- | ------------------------------------------- |
| Norden                             | Chumphon                                    |
| Osten                              | Chumphon                                    |
| Süden                              | Phang-nga und Surat Thani                   |
| Westen                             | Indischer Ozean und Landesgrenze zu Myanmar |

### Klima und Landschaft
Die Regenzeit dauert in Ranong länger als in den anderen Gegenden Thailands, nämlich acht Monate. Deshalb sind 80 % der Provinz einschließlich der Inseln bewaldet. Die Region wird von zahlreichen kleinen Flüssen und Bächen durchquert. Mehrere Wasserfälle stürzen von den bis zu 1000 Meter hohen Bergen hinab. Der größte Teil der kleinen Provinz ist von bergigen Regenwäldern bedeckt. Die Höchsttemperatur im Jahr 2008 betrug 34,1 °C, die tiefste Temperatur wurde mit 20,3 °C gemessen. An 203 Regentagen fielen in demselben Jahr 4404,9 mm Niederschlag.

## Wirtschaft
Früher gab es viel Fischfang, und der Abbau von Zinn war ebenfalls bedeutend. Das Meer und die Minen warfen aber immer weniger Gewinne ab, so dass man gezwungen war, sich nach anderen Einkommensmöglichkeiten umzusehen. Heutzutage sind Kaffee und Cashewnüsse eine neue Einnahmequelle. Der Tourismus wurde auch immer stärker: mehr und mehr Fischerboote wurden für Ausflüge umgerüstet.
Der offizielle Mindestlohn in der Provinz beträgt 258 Baht pro Tag (etwa 5,70 €; Stichtag 1. April 2012).

### Daten
Im Jahr 2009 betrug das „Gross Provincial Product“ (Bruttoinlandsprodukt) 18.197 Millionen Baht.
Die unten stehende Tabelle zeigt den Anteil der Wirtschaftszweige am Gross Provincial Product in Prozent:
| Wirtschaftszweig | 2006 | 2007 | 2008 | 2009 |
| ---------------- | ---- | ---- | ---- | ---- |
| Landwirtschaft   | 48,5 | 47,7 | 48,4 | 48,4 |
| Berg-, Tagebau   | 00,2 | 00,2 | 00,2 | 00,2 |
| Industrie        | 09,4 | 11,8 | 10,5 | 12,3 |
| Andere           | 41,9 | 40,3 | 40,9 | 39,1 |

### Landnutzung
Für die Provinz ist die folgende Landnutzung dokumentiert:
- Waldfläche: 1.119.876 Rai (1791,8 km²), 54,3 % der Gesamtfläche,
- Landwirtschaftlich genutzte Fläche: 441.926 Rai (707,1 km²), 21,4 % der Gesamtfläche,
- Nicht klassifizierte Fläche: 499.476 Rai (799,2 km²), 24,2 % der Gesamtfläche.

## Geschichte
Der Name Ranong ist eigentlich die thailändische Adaption von Runung, einem malaiischen Fürstentum unter der Oberherrschaft des Sultanats von Kedah. Runung fiel erst nach wiederholten Invasionen der Thai im 17. und 18. Jahrhundert.
Khaw Soo Cheang war ein Chinese aus Zhangzhou-fu, in der Provinz Fukien, der sein Glück im Ausland zu machen suchte. 1810 kam er zunächst in Penang an, aber nach sechs erfolglosen Jahren ging er nach Takua Pa. Dort konnte er mit verschiedenen Handelsaktivitäten gut verdienen, und 1844 wurde er zum Königlichen Kassierer der Lizenzgebühren für den Abbau von Zinn ernannt und erhielt den Titel Luang Ratanasethi. König Mongkut (Rama IV.) machte ihn 1854 zum Gouverneur von Ranong und verlieh ihm den Titel Phra.
Zu jener Zeit war Ranong Teil der Provinz Chumphon, aber durch die erfolgreiche Arbeit seines Gouverneurs wurde Ranong 1864 zur eigenen Provinz ernannt. Der Gouverneur bekam damit den Titel Phraya. Als er 1882 starb, übernahm sein zweitältester Sohn das Amt, der 1896 zum Bevollmächtigten des Monthon Chumphon ernannt wurde. Andere Söhne von Phraya Ratanasethi wurden Gouverneure von Kra und Langsuan, sein jüngster Sohn Kho Sim Bee (Thai: คอซิมบี้, chinesisch 許心美) wurde als „Phraya Ratsadanupradit Mahison Phakdi“ Gouverneur der Provinz Trang und im Jahr 1900 zum Bevollmächtigten des Monthon Phuket. Nach seinem Tod im Jahr 1913 wurde ein Bevollmächtigter von außerhalb berufen, so dass damit die traditionelle Erbfolge der Familie für Verwaltungs-Posten endete.
Im Jahr 1916 bekam die Familie von Khaw Soo Cheang den Familiennamen Na Ranong verliehen.

## Wappen
Das Wappen der Provinz zeigt einen Palast auf einem Hügel. Dies soll daran erinnern, dass König Chulalongkorn einst bei seinem Besuch in Ranong im Ratana Rangsan Castle auf dem Niveskiri Hill wohnte.
Der Baum der Provinz ist die Kreppmyrte (Lagerstroemia speciosa), die Blume der Provinz ist die Orchidee Dendrobium formosum.
Der Wahlspruch der Provinz Ranong lautet:
Gelegen an der engsten Stelle von Thailand, dem Isthmus von Kra,
Alle Berge sind mit Graswiesen bewachsen,
Berühmt für süße Kayu- oder Cashew-Nüsse,
Die Ströme von Mineralien und echter Perlen entzücken uns alle.
(Auf Thai: คอคอดกระ ภูเขาหญ้า กาหยูหวาน ธารน้ำแร่ มุกแท้เมืองระนอง).

## Verwaltungseinheiten

### Provinzverwaltung
Ranong ist in 5 Landkreise (Amphoe) eingeteilt, die sich wiederum in 30 Kommunen (Tambon) und weiter in 167 Dorfgemeinschaften (Muban) gliedern.
| \| Nr. \| Amphoe (Landkreise) \| Thai \| \| --- \| -------------------- \| -------------- \| \| 1 \| Amphoe Mueang Ranong \| อำเภอเมืองระนอง \| \| 2 \| Amphoe La-un \| อำเภอละอุ่น \| \| 3 \| Amphoe Kapoe \| อำเภอกะเปอร์ \| \| 4 \| Amphoe Kra Buri \| อำเภอกระบุรี \| \| 5 \| Amphoe Suk Samran \| อำเภอสุขสำราญ \| |                      |                |
| Nr. | Amphoe (Landkreise)  | Thai           |
| 1 | Amphoe Mueang Ranong | อำเภอเมืองระนอง |
| 2 | Amphoe La-un         | อำเภอละอุ่น      |
| 3 | Amphoe Kapoe         | อำเภอกะเปอร์    |
| 4 | Amphoe Kra Buri      | อำเภอกระบุรี     |
| 5 | Amphoe Suk Samran    | อำเภอสุขสำราญ   |

### Lokalverwaltung
Für das ganze Gebiet der Provinz besteht eine Provinz-Verwaltungsorganisation (องค์การบริหารส่วนจังหวัด, kurz อบจ., Ongkan Borihan suan Changwat; englisch Provincial Administrative Organization, PAO).
In der Provinz gibt es eine Stadt (เทศบาลเมือง – Thesaban Mueang): Ranong (เทศบาลเมืองระนอง), daneben gibt es fünf Kleinstädte (เทศบาลตำบล – Thesaban Tambon).